# Vịnh Mutsu
Vịnh Mutsu (陸奥湾 Mutsu-wan) là một vịnh thuộc tỉnh Aomori, Nhật Bản.

## Địa lý
Vịnh Mutsu giáp bán đảo Tsugaru ở phía Tây, bán đảo Shimokita ở phía Đông và phía Bắc. Cửa ra của vịnh là eo biển Tairadate rộng 14 km². Vịnh có độ sâu trung bình từ 40 m và độ sâu tối đa khoảng 70 m.
Xung quanh Vịnh Mutsu có 3 vịnh nhỏ hơn là: Vịnh Aomori, Vịnh Noheji, Vịnh Ōminato.